# Часолінійник
«Часолінійник» (англ. Timeliner) — науково-фантастичний роман британського письменника Чарльза Еріка Мейна, опублікований 1955 року. На території Великої Британії вперше надрукований видавництвом Hodder & Stoughton, наступного року видавництво Bantam Books опублікувало роман окремою книжкою.
Роман спочатку написано як радіоп'єсу під назвою «Шосе Ейнштейна», яка вперше вийшла в ефір 21 лютого 1954 року в програмі «Light Programme» на BBC.

## Сюжет
«Часолінійник» — роман про подорож у часі. Вчений, який працює з «мірною квадратурою», відкидається в часі до того періоду, коли його свідомість витісняє іншу людину. Коли ця людина помирає, головний герой знову відправляється назад у минуле й так далі. У кожному випадку особа, яку він замінює, є чоловіком, який близький з жінкою, яка нагадує дружину вченого.

## Відгуки
Деймон Найт написав про роман таке:
|  | «Часолінійник», від Чарльза Еріка Мейна, це такий собі аматорський політ уяви, який виходить з його припущень та відчуттів у другому розділі. Майже все, що там стається, є неочікуваним. |

Гроф Конллін, в огляді роману в Гелексі, розгромив його та охарактеризував як, безсумнівно, один з найнепомітніших науково-фантастичних романів, коли-небудь написаних. Ентоні Бучер також рогромив «Часолінійника», назвавши його прикладом "звичайного музейного кліше». П. Шуйлер Міллер був більш м'яким у висловлюваннях й зазначив, що роман "не зовсім відповідає сучасним стандартам».